# Világtörténelmi enciklopédia
A Világtörténelmi enciklopédia egy 21. századi magyar nyelvű népszerű ismeretterjesztő történelmi könyvsorozat. A Kossuth Kiadó és a Metro hírújság közös vállalkozásában jelent meg Budapesten 2007 és 2008 között a barcelonai Editorial Sol 90 kiadó sorozata alapján. Felújított borítóban a 2010-es évek elején ismét megjelent. Az átfogó médiakampány keretében útnak indított sorozat első kötetét az ekultura.hu recenzense, Galgóczi Tamás alapos munkaként jellemezte, a nyolcadik kötet után remek sorozatként aposztrofálja. Terjedelmi okok miatt az egyes kötetek átfogó képet nyújtanak a tárgyalt korszakokról, de a mélyebb összefüggések feltárására nem kerül sor. Az igényes sorozatot gazdag képanyag színesíti. Az Országos Széchenyi Könyvtár katalógusában a sorozat kötetei a Metropol Könyvtár sorozathoz vannak rendelve.

## Kötetei
- 1. Őstörténet és a korai civilizációk (Prehistoria y primeras civilizaciones). Ford. Balogh Orsolya
- 2. Az ókor nagy birodalmai (Grandes imperios de la antigüedad). Ford. Balogh Orsolya
- 3. Az antik görög civilizáció (Mundo griego). Ford. Gyulai Katalin, Smid Bernadett
- 4. Róma virágkora és bukása (Esplendor y decadencia de Roma). Ford. Kapcsos Éva.[5]
- 5. A Kolumbusz előtti Amerika (América precolombina). Ford. Gyulai Katalin, Smid Bernadett
- 6. A keleti kultúrák virágzása (Auge de las culturas orientales). Ford. Babos Krisztina
- 7. A korai középkor és az iszlám (Alta Edad Media y el Islam). Ford. Nagy Loránd István
- 8. A késő középkor világa (Baja Edad Media). Ford. Szekeres Anna
- 9. A reneszánsztól az ellenreformációig (Inicios de la Edad Moderna). Ford. Simonffy Ágnes
- 10. Spanyol hódítók és a gyarmatosítás (América : de la conquista a la independencia). Ford.  Javos Eszter
- 11. Az abszolutizmus kora és a barokk (Mundo bajo el signo del absolutismo). Ford. Gyulai Katalin, Smid Bernadett
- 12. A forradalmak évszázada (Era de las revoluciones). Ford. Horváth László
- 13. Európa és Amerika a XIX. században (Europa y América en el siglo XIX). Ford. Hargitai György
- 14. Az ipari forradalomtól a XX. századig (Industrialización e imperialismo). Ford. Gyulai Katalin, Smid Bernadett
- 15. Az első és a második világháború (Mundo en armas). Ford. Vági Ákos
- 16. A globalizálódó világ (Guerra fria y la globalización). Ford. Babos Krisztina, Horváth László, Javos Eszter